# Grand Dublin
Pour les articles homonymes, voir GDA.

Le Grand Dublin à l'échelle de l'Irlande.

Le Grand Dublin (en anglais Greater Dublin Area (GDA) et en irlandais Mórcheantar Bhaile Átha Cliath) est le terme utilisé pour décrire  l’agglomération de Dublin et les comtés entourant la ville. Le terme n'a ni base juridique ni organisation administrative. Le Grand Dublin compte 2 073 459 habitants en 2022.
Le Grand Dublin regroupe :
- La ville de Dublin qui est sous la juridiction du Dublin City Council
- les trois comtés de Dublin Sud, Dun Laoghaire-Rathdown et Fingal. Collectivement en y rajoutant la ville de Dublin, ils forment la Région de Dublin. Avant la dissolution du comté de Dublin, ces comtés formaient une unité administrative et électorale définie par le  Local Government Act de 2001.
- Les trois comtés limitrophes du Comté de Dublin : Meath, Kildare et Wicklow.

Le terme est décrit dans le Planning and Development Act, 2000 (Section 21), ainsi que dans d'autres documents statutaires sur le planning et le développement de la région ; en ce contexte elle est représentée par le Dublin Regional Authority et le Mid-East Regional Authority. La ville et les cinq comtés sont également mentionnés dans l'ordre créant le Dublin Transportation Office, donnant des fonctions et des représentations au bureau dans le Grand Dublin, mais n'utilisant pas le terme.
Le Grand Dublin recouvre 6 980 km².

## Alternatives
Le terme est utilisé interchangeablement, à tort, avec celle de Dublin Region, qui ne fait référence qu'à la région des quatre autorités locales de Dublin décrites dans le Local Government Act, 1991 (Regional Authorities) (Establishment) Order, 1993. Elle est aussi interchangeable, encore à tort, avec le Dublin Metropolitan Area, la partie urbaine de la capitale ainsi qu'elle est décrite dans plusieurs documents, surtout celles faisant référence à la Garda Síochána et aux démarches législatives.

## Population
Au dernier recensement, en 2011, la population totale du Grand Dublin était de 1 804 156 habitants. Des estimations publiées par le Central Statistics Office suggèrent qu'elle montera à 2,1 millions en 2020. Les statistiques sont basées sur une déconstruction par région des statistiques auparavant nationales, et présument que l'évolution démographique se maintiendra au même rythme.

### Historique
- 1996 : 1 405 671
- 2002 : 1 565 446
- 2006 : 1 661 185
- 2011 : 1 804 156
- 2016: 1,904,806
- 2022: 2,073,459